# Топчинский сельский совет
Топчинский сельский совет (укр. Топчинська сільська рада) — входит в состав Магдалиновского района Днепропетровской области Украины.
Административный центр сельского совета находится в с. Топчино.

## Населённые пункты совета
- с. Топчино
- с. Тарасовка